# Herbie, the Love Bug
Herbie, the Love Bug ist eine fünfteilige US-amerikanische Fernsehserie aus dem Jahr 1982, die auf der Filmreihe um den VW Käfer Herbie basiert.

## Inhalt
Jim Douglas eröffnet mit seinem Partner Bo Phillips und seinem VW Käfer Herbie eine Fahrschule. Herbies übernatürliches Eigenleben bringt Jim und sein Auto immer wieder in skurrile Situationen. Außerdem macht Jim sein Rivale Randy, der Ex von Jims Freundin Susan, immer wieder Probleme.

## Besetzung
- Dean Jones: Jim Douglas
- Richard Paul: Bo Phillips
- Patricia Harty: Susan MacLane
- Claudia Wells: Julie MacLane
- Nicky Katt: Matthew MacLane
- Douglas Emerson: Robbie MacLane
- Larry Linville: Randy Bigelow

## Episoden
Titel der Folgen in chronologischer Reihenfolge:
- Herbie the Matchmaker
- Herbie to the Rescue
- My house and your house
- Herbie, the best man
- Calling Dr. Herbie

## Veröffentlichung
Die Serie wurde bislang ausschließlich in englischer Sprache ausgestrahlt.